# Kim Cobb
Kim M. Cobb (nascida em 1974) é uma cientista climática americana. Cobb é professora de Meio Ambiente e Sociedade e professora de Ciências da Terra, Ambientais e Planetárias na Brown University, onde dirige o Institute at Brown for Environment and Society. Cobb foi anteriormente professora na Escola de Ciências da Terra e Atmosféricas do Georgia Institute of Technology. Está particularmente interessada em oceanografia, geoquímica e modelagem paleoclimática.

## Infância e educação
Kim Cobb nasceu no ano de 1974 em Madison, Virginia, EUA. Cresceu em Pittsfield, Massachusetts. Ela se interessou por oceanografia após frequentar uma escola de verão na Woods Hole Oceanographic Institution, Massachusetts. Cobb estudou biologia e geologia na Yale, onde se tornou cada vez mais consciente das causas antropogênicas da mudança climática. Ela largou sua trilha original de pré-medicina e se inscreveu para um programa de verão na Scripps Institution of Oceanography, graduando-se em 1996. Cobb concluiu seu doutorado na Scripps em 2002, caçando eventos do El Niño em um núcleo de sedimentos de Santa Bárbara. Ela passou dois anos como pós-doutora na Caltech antes de ingressar como professora assistente em 2004. Ela publicou mais de 100 publicações revisadas por pares em jornais importantes. Tornou-se professora titular em 2015 e orientou vários alunos de doutorado e mestrado.

## Pesquisa
O grupo de Cobb busca entender as mudanças climáticas globais e identificar as causas naturais e antropogênicas. A pesquisa a levou a várias viagens oceanográficas ao redor do Pacífico tropical e a expedições de cavernas nas florestas tropicais de Bornéu.
O grupo de pesquisa de Cobb usa corais e estalagmites de cavernas como arquivos de mudanças climáticas passadas e investiga a variabilidade climática passada ao longo dos últimos séculos, até há várias centenas de milhares de anos. Além de gerar registros paleoclimáticos de alta resolução, o grupo de pesquisa de Cobb também monitora a variabilidade climática moderna, realiza análises de modelos e caracteriza a variabilidade climática tropical do Pacífico.
Cobb e sua equipe coletaram fragmentos de corais antigos das ilhas de Kiribati e Palmyra, envelheceram-nos com datação de urânio-tório e, em seguida, usaram o ciclo de proporção de isótopos de oxigênio para medir a intensidade dos eventos de El Niño nos últimos 7.000 anos. Cobb está no conselho editorial da Geophysical Review Letters e atuou como principal autora do Sexto Relatório de Avaliação do Intergovernmental Panel on Climate Change. Em maio de 2022, a Brown University anunciou a nomeação de Cobb como diretora do Instituto Brown para Meio Ambiente e Sociedade. In May, 2022, Brown University announced the appointment of Cobb as the director of the Institute at Brown for Environment and Society.

## Prêmios e reconhecimento
- Em 2007, ganhou o prêmio NSF CAREER e o Georgia Tech Education Partnership Award[9]
- Em 2008, Cobb foi reconhecida como uma das melhores jovens cientistas do país, ganhando o Presidential Early Career Award for Scientists and Engineers (PECASE)[10]
- Em 2009, Cobb recebeu uma bolsa Kavli 'Frontiers of Science'
- Cobb foi um convidada no evento de Políticas de Flexibilidade no Local de Trabalho da Casa Branca em 2011[11]
- Em 2019, foi premiada com a Medalha Hans Oeschger 2020 pela European Geosciences Union.[12]

## Política e engajamento público

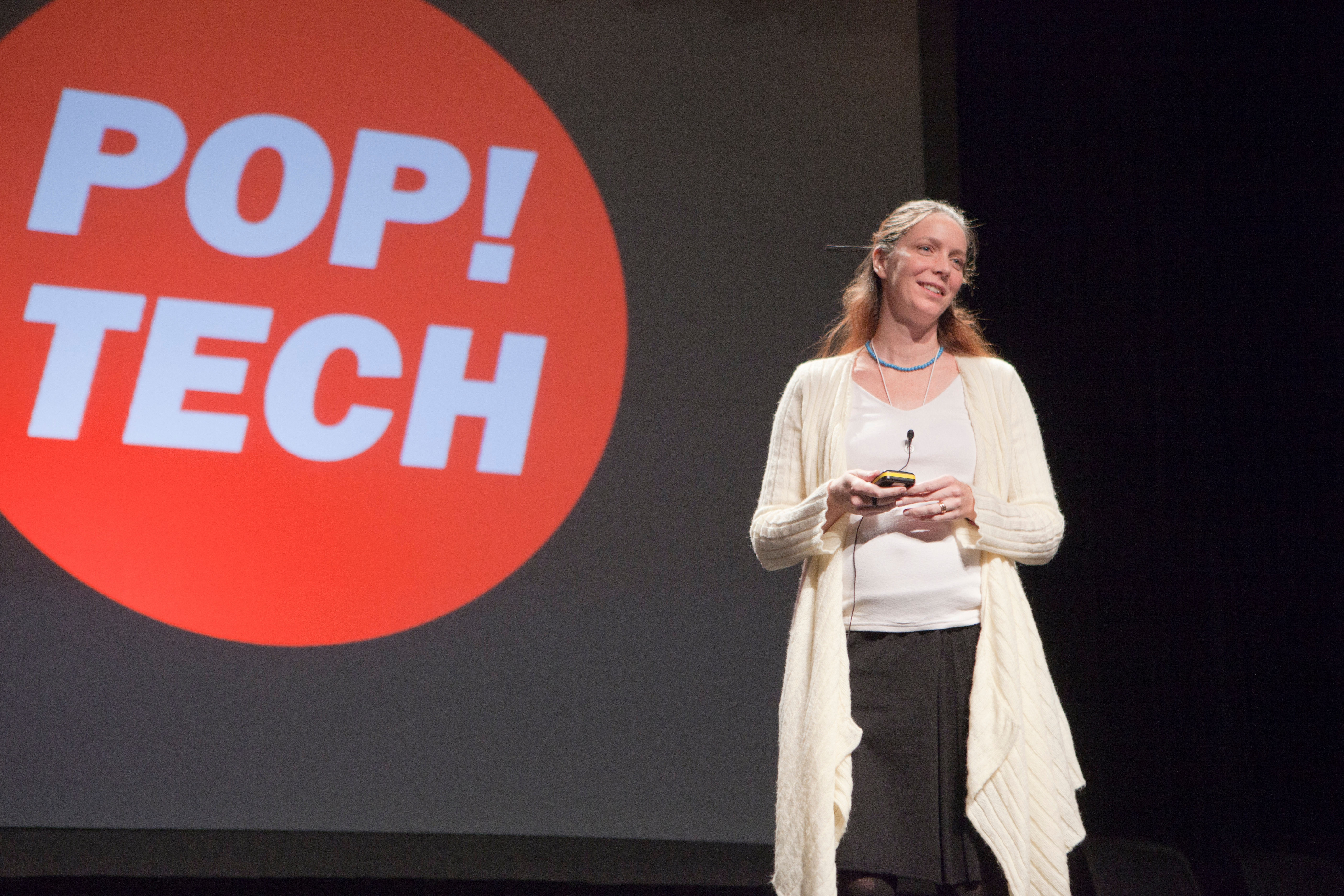
Cobb em 2010 falando na PopTech

Cobb faz parte do American Association of Advancement of Science, do international CLIVAR Pacific Panel e do international PAGES-CLIVAR intersection panel. Ela está no conselho consultivo do AAAS Leshner Institute for Public Engagement.
Kim Cobb é uma defensora do alcance das comunidades e regularmente dá palestras para escolas, faculdades e outros grupos públicos sobre ciência do clima. Ela esteve envolvida com políticas e é autora de vários artigos de interesse público sobre mudanças climáticas, tentando inspirar outros cientistas do clima a se manifestarem no debate internacional. Ela apareceu no documentário da Showtime "Years of Living Dangerously". No Real Scientists, Cobb defendeu o estudo do paleoclima: "O registro instrumental do clima é muito curto para identificar algumas das mudanças mais importantes no clima sob efeito estufa. Dados paleoclimáticos estão vindo em resgate, analisando secas, eventos extremos e mudança do nível do mar". Cobb fez uma apresentação na Marcha pela Ciência em Atlanta, Geórgia, em abril de 2017.
Em fevereiro de 2019, Cobb testemunhou perante o Comitê de Recursos Naturais da Câmara para a audiência "Mudanças Climáticas: Impactos e a Necessidade de Agir". Neste testemunho, ela descreveu como o El Niño de 2016 no Oceano Pacífico destruiu 90% dos corais em seu local de estudo, dizendo: "Eu estava na primeira fila para a carnificina". Ela destacou a gravidade e os claros aumentos nos efeitos da mudança climática, observando que muitos cientistas com quem ela conversou estão dispostos a colaborar com os legisladores sobre a mudança climática.

## Diversidade
Na Georgia Tech, é professora ADVANCE para "Diversidade Institucional", parte dos esforços da National Science Foundation para aumentar a representação e o avanço das mulheres na ciência e na engenharia.